# Moctar Sidi El Hacen
Moctar Sidi El Hacen El Ide (ur. 31 grudnia 1997 w Arafacie) – mauretański piłkarz występujący na pozycji pomocnika w FC Nouadhibou.